# Binh Phuoc
Binh Phuoc (på vietnamesiska Bình Phước) är en provins i södra Vietnam. Provinsen består av stadsdistriktet Dong Xoai (huvudstaden) och sju landsbygdsdistrikt: Binh Long, Bu Dang, Bu Dop, Chon Thanh, Dong Phu, Loc Ninh samt Phuoc Long.